# ターフェアイト
ターフェアイト（Taaffeite、ターフェ石）とは、アイルランドの鉱物愛好家のリヒャルト・ターフェ伯爵によって、1945年に発見された六方晶系のガラス光沢をした青紫色の新鉱物。結晶を研磨するとスピネルと似たような宝石として、マニアから重宝される。スピネルとは異なり、複屈折効果から新種と断定。モース硬度8。